# Count Your Blessings
Count Your Blessings är debutalbumet av det brittiska bandet Bring Me the Horizon. Albumet släpptes 30 oktober 2006 i Storbritannien, och i USA nästan ett år senare den 14 augusti 2007.

## Låtar
Alla låtar skrivna av Oliver Sykes
1. "Pray for Plagues" – 4:21
2. "Tell Slater Not to Wash His Dick" – 3:30
3. "For Stevie Wonder's Eyes Only (Braille)" – 4:29
4. " A Lot Like Vegas" – 2:09
5. "Black & Blue" – 4:33
6. "Slow Dance" – 1:16
7. "Liquor & Love Lost" – 2:39
8. "(I Used to Make Out With) Medusa" – 5:38
9. "Fifteen Fathoms, Counting" – 1:56
10. "Off the Heezay" – 5:39
11. "Eyeless (Slipknot cover)", Hot Topic Bonusspår – 4:04